# Герб Ключевского сельского поселения
Герб Ключе́вского сельского поселения Усть-Камчатского муниципального района Камчатского края Российской Федерации. Административным центром Ключе́вского сельского поселения является Посёлок Ключи.
Герб утверждён 3 апреля 2007 года решением № 18 Собрания депутатов Ключевского сельского поселения и внесён в Государственный геральдический регистр Российской Федерации под регистрационным номером 3261.

## Описание герба
«В лазоревом поле над узкой выщербленной серебряной оконечностью с лазоревой внутренней каймой — зеленая гора о трех серебряных вершинах, из которых средняя ниже прочих, а правая выше и извергает червлёное пламя с серебряной, склонённой влево струей дыма, не достигающей верхнего края щита; поверх горы — черный, с серебряными теменем, плечами и хвостом и с золотыми глазами, клювом и лапами, летящий вправо с распростертыми и воздетыми крыльями орлан».
Герб Ключевского сельского поселения может воспроизводиться без короны и со статусной территориальной короной. Версия герба со статусной территориальной короной применяется после принятия Государственным геральдическим Советом при Президенте Российской Федерации соответствующего порядка включения в гербы муниципальных образований изображения статусных территориальных корон.

## Описание символики
Герб Ключевского сельского поселения языком символов и аллегорий отражает географические, исторические, и природные особенности поселения.
Посёлок Ключи, расположенный у подножия вулкана «Ключевская сопка», исторически являлся центром земель в среднем течении реки Камчатки. Первых поселенцев привлекало обилие животного и растительного мира, красивые высокие берега, наличие бесчисленных источников кристально-чистой родниковой воды, отраженных на гербе узкой лазоревой, волнистой лентой.
Крупнейший в Евразии вулкан «Ключевская сопка» находится в 30-ти км от посёлка, посмотреть на его величие приезжают люди за десятки тысяч километров, поэтому он по праву является визитной карточкой муниципального образования. Изображение вулкана на гербе отражает эту достопримечательность сельского поселения.
Зеленое поле символизирует альпийские луга, лиственные леса и громадный массив тайги вокруг посёлка.
Серебряная оконечность щита символизирует крупнейшую водную артерию полуострова — реку Камчатка, а также все многочисленные озера и протоки.
Издревле людей для заселения территории привлекало наличие обширной долины, созданной многочисленными озерами и протоками, которая обладает богатейшей кормовой базой и поэтому является наиболее благоприятным местом обитания рыбы, птиц, животных. Поэтому и в начале своей истории и по сей день, население поселения ориентировано на использование околоводного животного мира и ловлю рыбы. Белоплечий орлан всегда составлял «конкуренцию» человеку, занимаясь по существу той же охотой. Это мощная, красивая птица из семейства рыбоядных орлов, древний и характерный обитатель этих мест. На гербе белоплечий орлан символически отражает богатую фауну Камчатки. Фигура орла (орлан — морской орел) — многогранный символ. Орел — символизирует победу, силу, могущество. Благодаря острому зрению, орла принято считать олицетворением Всевидящего Ока, Провидения, а крылья орла символизируют возрождение.
Лазурь — символ возвышенных устремлений, искренности, преданности, возрождения.
Серебро — символ чистоты, совершенства, мира и взаимопонимания.
Зелёный цвет — символ природы, здоровья, жизненного роста.
Золото — символ богатства, урожая, стабильности, уважения и интеллекта.
Чёрный цвет — символ скромности, мудрости, вечности бытия.
Красный цвет — символ мужества, жизнеутверждающей силы и красоты, праздника

## История герба
28 июля 2006 года в Ключевском сельском поселении были подведены итоги конкурса на лучший проект герба муниципального образования. Лучшим был признан проект жителя посёлка Ключи Юрия Федоровича Бучурлина, в котором было изображено: белоснежный купол вулкана Ключевская сопка, над ним шлейф дыма, на переднем плане белоплечий орлан. В нижней части щита изображена река Камчатка.
Описание и обоснование символики проекта герба поселения были доработаны при участии Союза геральдистов России.
Авторы герба: идея герба — Юрий Бучурлин (п. Ключи, Камчатская область); доработка — Константин Мочёнов (Химки); художник и компьютерный дизайн — Галина Русанова (Москва); обоснование символики — Вячеслав Мишин (Химки).